# 苏格兰皇家学院大楼

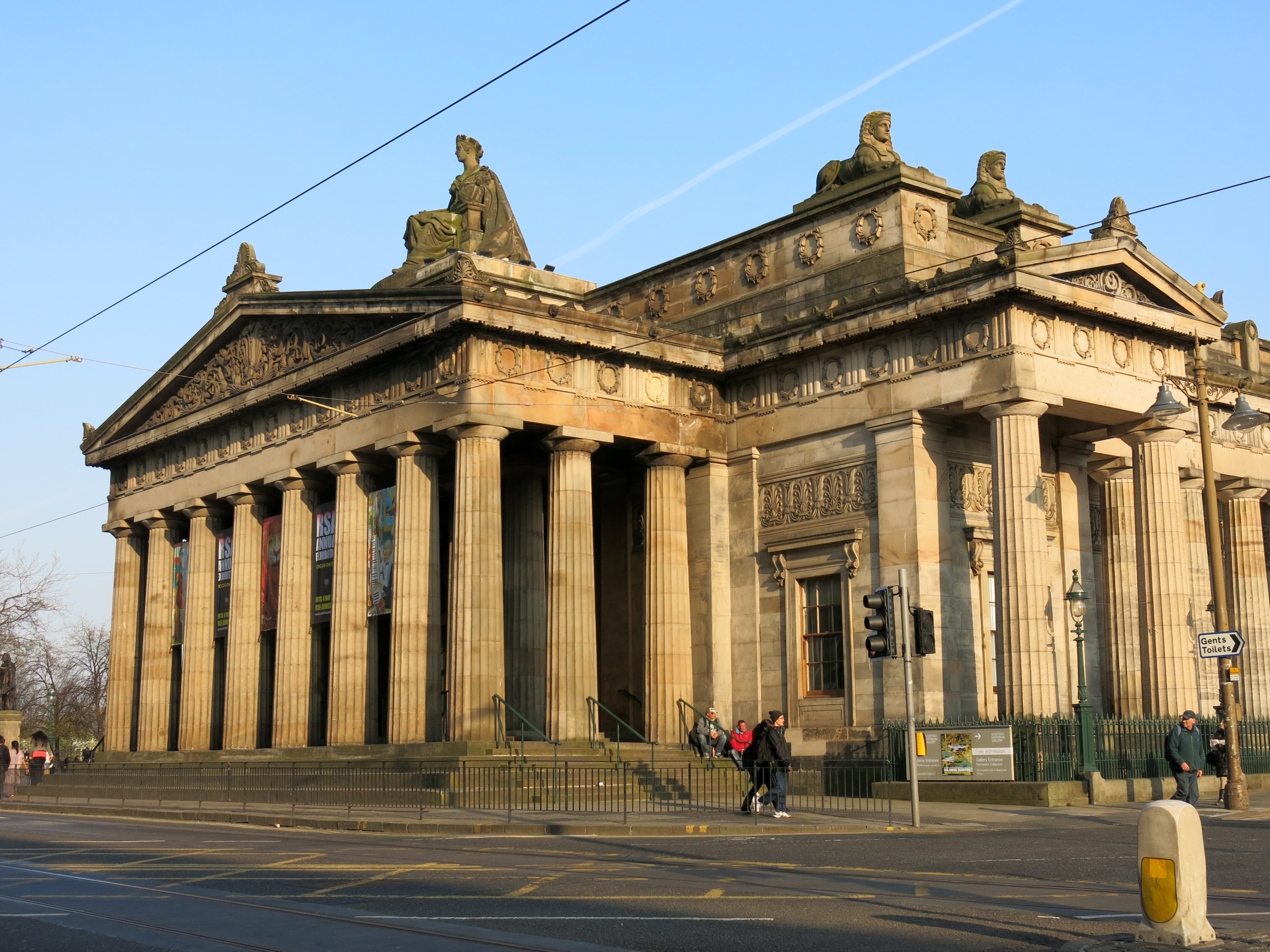

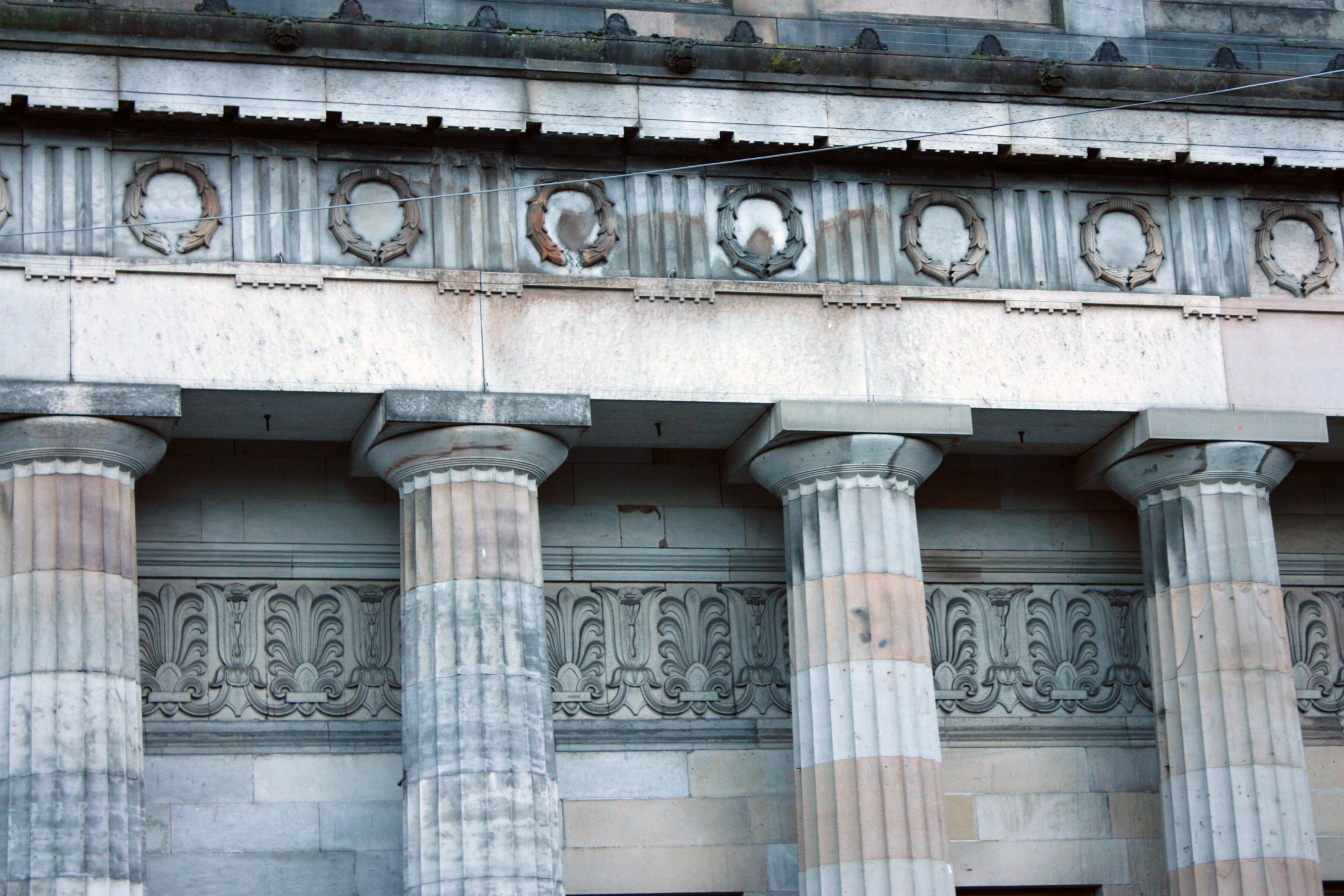

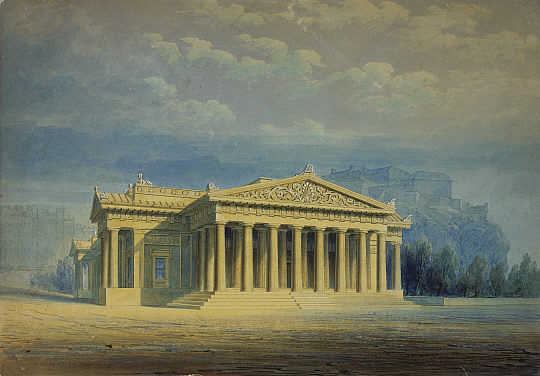

苏格兰皇家学院大楼（Royal Scottish Academy building）是苏格兰皇家学院的所在地，位于苏格兰首府爱丁堡中心的土丘。该建筑由 William Henry Playfair设计，建于1822-1826年，1831-1836年加以扩建。该建筑与毗邻的苏格兰国家画廊均为新古典主义风格，帮助将爱丁堡变成了现代的“北方雅典”。
该建筑与苏格兰国家画廊在1912年由威廉·托马斯·古德里夫（WiLliam Thomas Oldrieve）改建。大楼顶部的维多利亚女王雕像是由约翰·斯泰尔（John Steell）爵士雕刻。
该建筑由苏格兰国家画廊管理，但一道1910年的命令授权苏格兰皇家学院在大楼常设行政办公室。